# Téléconférence
Ne doit pas être confondu avec Conférence téléphonique.

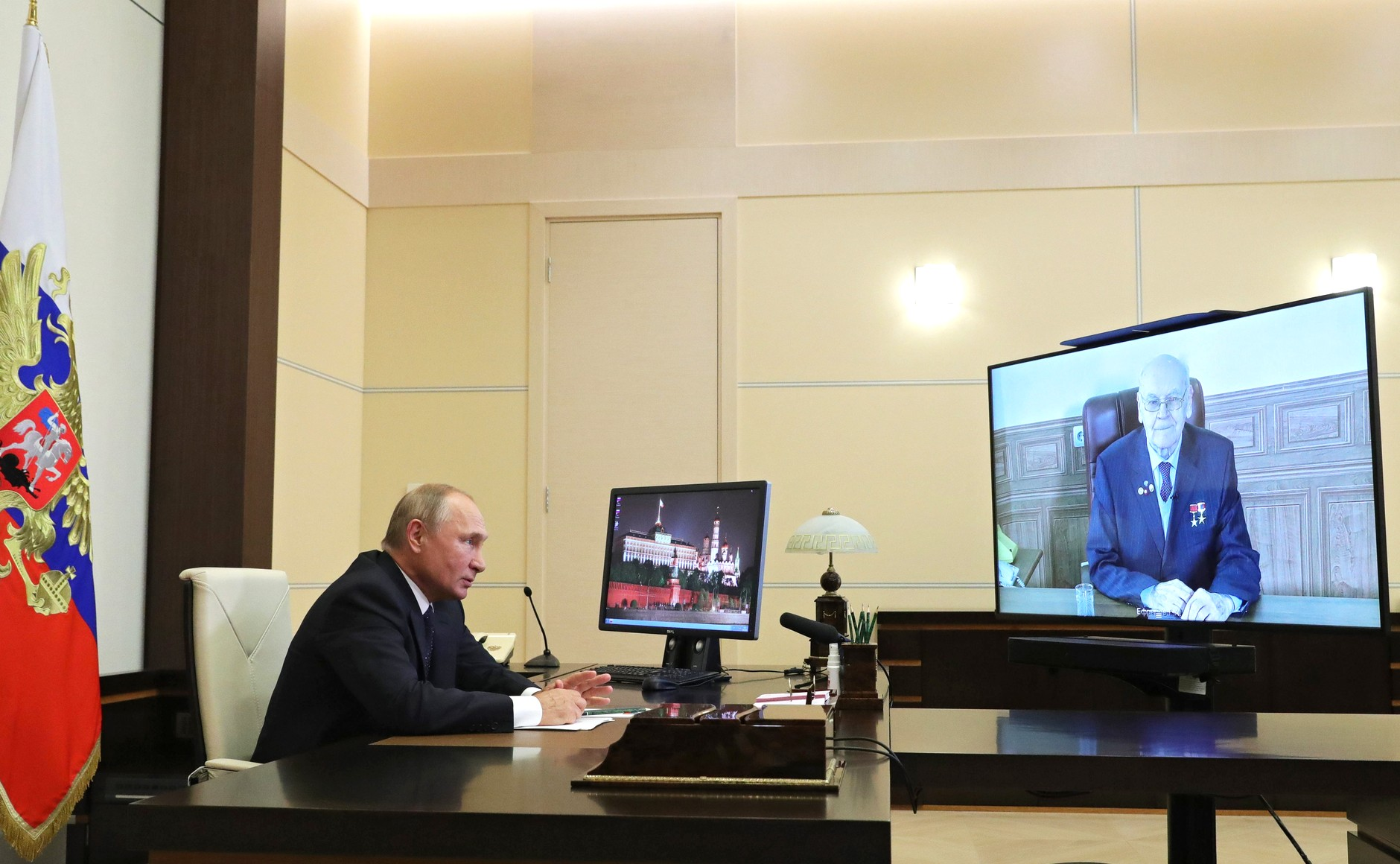
Téléconférence entre Vladimir Poutine et Herbert Efremov.

Une téléconférence (en anglais, teleconference) est une conférence à laquelle prennent part plusieurs personnes se trouvant dans des endroits éloignés, reliées entre elles par un ou des moyens de télécommunication.
Téléconférence est un terme générique qui englobe toutes les formes de conférence à distance (par exemple, conférence téléphonique, visioconférence et conférence en ligne).
Les moyens de télécommunication utilisés par une téléconférence peuvent être un ou plusieurs des éléments suivants : un service audio, un service vidéo et / ou un service de données fournis par une ou plusieurs technologies, telles que le téléphone, l'ordinateur, le télégraphe, le téléscripteur, la radio ou la télévision.

## Téléconférence par Internet

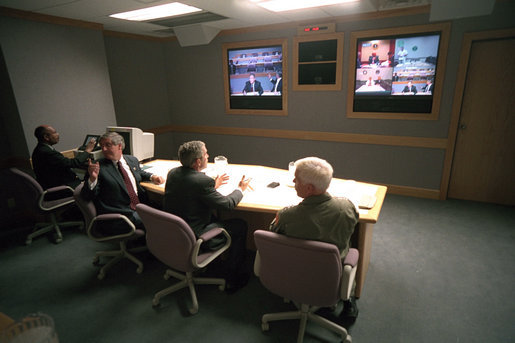
Le Président Américain George W. Bush, en téléconférence à l'Offutt Air Force Base dans le Nebraska.

La téléconférence par Internet comprend la conférence téléphonique sur Internet, la visioconférence sur Internet, la conférence en ligne et la conférence en réalité augmentée.
La conférence téléphonique sur Internet est une conférence téléphonique sur le réseau Internet ou sur un réseau étendu. Une technologie clé dans la téléphonie sur Internet est le protocole VoIP (Voice over Internet Protocol). Les logiciels populaires à usage personnel supportant ce protocole incluent Skype, Google Talk, Windows Live Messenger et Yahoo! Messenger.
Un exemple de conférence en réalité augmentée a été présenté au Salone di Mobile de Milan par la compagnie AR+RFID Lab. Un article intitulé TELEPORT - an augmented reality teleconferencing environment dans ACM Digital Library présente un autre exemple de conférence en réalité augmentée.

## Logiciels et fournisseurs de services
Parmi les logiciels et les fournisseurs de services de téléconférence, on retrouve :
- Google Hangouts ;
- Livestorm Meet ;
- Microsoft Office Live Meeting ;
- Polycom ;
- WebEx ;
- Skype ;
- Tixeo ;
- ACT Conferencing (en) ;
- Adobe Acrobat Connect ;
- AT Conference, Inc. (en) ;
- Compunetix (en) ;
- Elluminate (en) ;
- Glance Networks ;
- GoToMeeting (en) ;
- InterCall ;
- LifeSize (en) ;
- Premiere Global Services ;
- TrueConf (ru) ;
- Voxeet (en).